# Leptonetidae
Famille
Les Leptonetidae sont une famille d'araignées aranéomorphes.

## Distribution

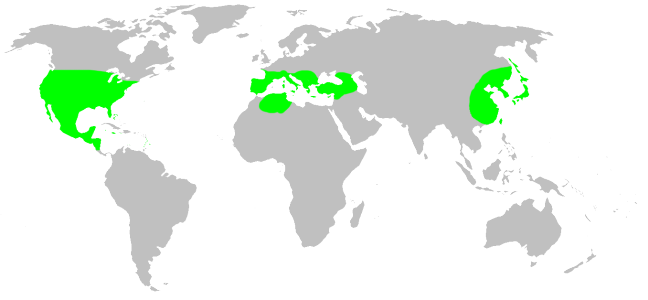
Distribution

Les espèces de cette famille se rencontrent en Amérique du Nord, en Amérique centrale, dans le bassin méditerranéen et en Asie de l'Est.

## Description

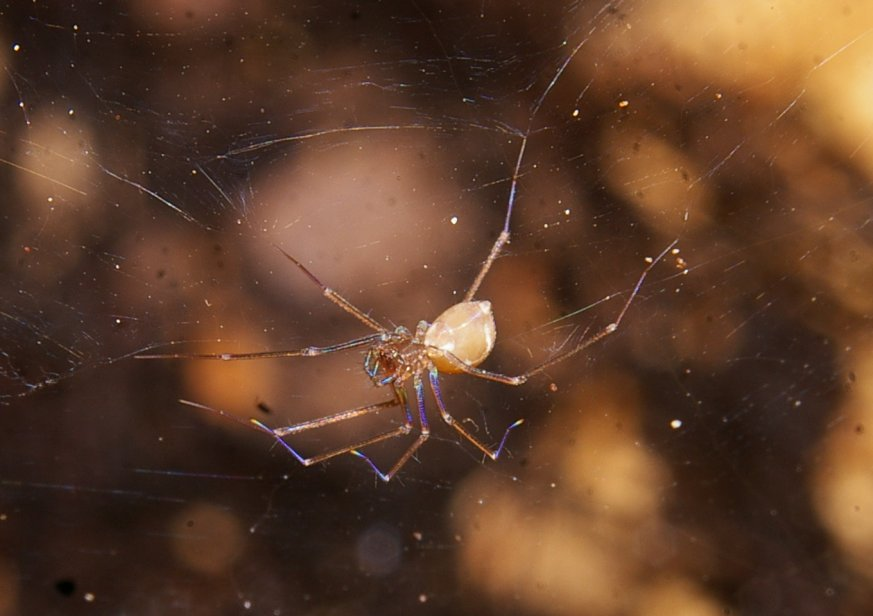
Leptoneta infuscata ♀, Aven du Rascle, Hérault, France

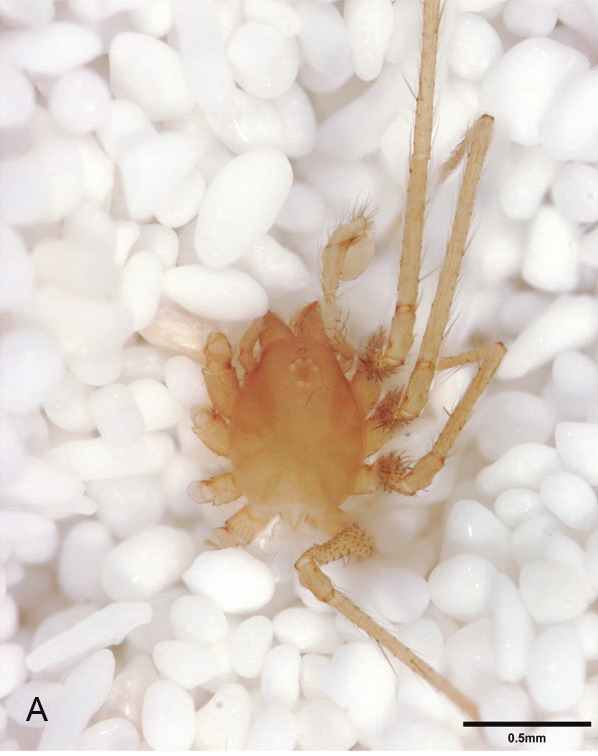
Tayshaneta myopica

Ces araignées sont relativement primitives et de petite taille. Elles ont pour habitats des lieux complètement obscurs. La disposition oculaire est chez cette famille caractéristique: il y a six yeux disposés en deux rangs, le rang antérieur en a quatre qui sont contigus en ligne récurvée, le rang postérieur en a deux, aussi contigus. À la perception d'un danger, l'animal se laisse tomber tout en recroquevillant les pattes.

## Anatomie interne
Les glandes gnathocoxales (maxillaires ou « salivaires) de certaines araignées présentent un dimorphisme sexuel remarquable. Découvert en 1972 chez un mâle d'Araniella cucurbitina (Clerck) par Lopez en 1977, il a été signalé ultérieurement chez d'autres Araneidae, chez  des Linyphiidae par Lopez en, 1974, retrouvé ensuite dans plusieurs genres de ces mêmes familles, dont Lepthyphantes par Lopez en 1978 ainsi que chez les Leptonetidae par Lopez en 1986 dont Leptoneta infuscata et Leptoneta microphthalma.

## Paléontologie
Cette famille est connue depuis le Crétacé.

## Liste des genres
Selon World Spider Catalog (version 23.5, 05/09/2022) :
- Appaleptoneta Platnick, 1986
- Barusia Kratochvíl, 1978
- Calileptoneta Platnick, 1986
- Cataleptoneta Denis, 1955
- Chisoneta Ledford & Griswold, 2011
- Falcileptoneta Komatsu, 1970
- Jingneta Wang & Li, 2020
- Leptoneta Simon, 1872
- Leptonetela Kratochvíl, 1978
- Longileptoneta Seo, 2015
- Masirana Kishida, 1942
- Montanineta Ledford & Griswold, 2011
- Neoleptoneta Brignoli, 1972
- Ozarkia Ledford & Griswold, 2011
- Paraleptoneta Fage, 1913
- Pararana Lin & Li, 2022
- Protoleptoneta Deltshev, 1972
- Rhyssoleptoneta Tong & Li, 2007
- Sulcia Kratochvíl, 1938
- Tayshaneta Ledford & Griswold, 2011
- Teloleptoneta Ribera, 1988
- Yueleptoneta Tong, 2022

Selon World Spider Catalog (version 20.5, 2020) :
- † Eoleptoneta Wunderlich, 1991
- † Oligoleptoneta Wunderlich, 2004
- † Palaeoleptoneta Wunderlich, 2012

## Systématique et taxinomie
Cette famille a été décrite par Simon en 1890.
Cette famille rassemble 370 espèces dans 22 genres actuels.

## Publication originale
- Simon, 1890 : « Études arachnologiques. 22e Mémoire. XXXIV. Étude sur les arachnides de l'Yemen. » Annales de la Société Entomologique de France, sér. 6, vol. 10, p. 77-124 (texte intégral).